# Simon Casel
Simon Casel (* 21. September 1981 in Trier) ist ein ehemaliger deutscher Basketballspieler auf der Flügelposition. Der 2,00 Meter große Casel bestritt zwischen 1999 und 2004 insgesamt 73 Bundesliga-Spiele für Trier.

## Laufbahn
Casel verließ seine Heimatstadt Trier im Jahr 1998, um eine Saison an der Lindenhurst High School im US-Bundesstaat New York zu spielen. Nach seiner Rückkehr stand er im Bundesliga-Kader von TVG Trier und gab im Oktober 1999 sein Debüt in der höchsten deutschen Spielklasse. 2001 gewann er mit Trier den DBB-Pokal. In der Saison 2001/02 spielte Casel abermals in den USA, und zwar am Saint Anselm College im Bundesstaat New Hampshire. Für die Basketball-Mannschaft der Hochschule bestritt er 30 Partien in der zweiten Division der NCAA und erzielte im Schnitt 5,8 Punkte sowie 3,9 Rebounds pro Einsatz.
Zwischen 2002 und 2004 spielte er wieder für Trier in der Bundesliga und wurde meist als Ergänzungsspieler eingesetzt. Die höchste mittlere Spielzeit seiner Bundesliga-Karriere verbuchte er in der Saison 2000/01, als er pro Partie rund acht Minuten zum Einsatz kam. In der Saison 2004/05 trug Casel das Trikot des Zweitligavereins USC Heidelberg. Ab 2006 spielte er noch unterklassig für die TVG Baskets Trier und engagierte sich in der Trierer Nachwuchsarbeit. Er war unter anderem Trainer von Triers Mannschaft in der Nachwuchs-Basketball-Bundesliga und übernahm 2011 die sportliche Gesamtleitung der Jugendförderung des TBB Trier. Später wurde er beim Trimmelter SV Trainer im Mädchenbereich.